# La Insuperable (cantante)
Indhira Ircania Luna Guzmán (La Vega, 6 de julio de 1985), conocida por su nombre artístico La Insuperable, es una cantante, compositora y vedette dominicana de música urbana, principalmente del género Dembow. Ha sido galardonada en los Premios Soberanos, y nominada en los Premios Juventud con el remix de Soy Mamá Remix, en colaboración con Cardi B, Yailin La Más Viral y Farina.

## Nacimiento
Nació en Santo Domingo, el 6 de julio de 1985, fue criada en el barrio Cristo Rey de República Dominicana.

## Carrera musical
En 2011 y años posteriores Guzmán debuta con los sencillos CERO GOGAS, Contigo Quiero Estar (con ToxicCrow), Que Me Den Banda, La Que Ta´ Buena Soy Yo, Ponte Pa´Eso con El Mayor Clásico, que alcanzan más de 4 millones de reproducciones en YouTube.
En 2022 estrenó el sencillo debut Soy Mama, producida en por el productor musical LeordProduciendo, el audiovisual en Youtube alcanzó más de 13 millones de reproducciones. El 17 de octubre de 2022 estrenó Soy Mama Remix, junto a las cantantes Cardi B, Yailin La Más Viral, y Farina, alcanzó más de 30 millones de reproducciones en YouTube.

## Vida personal
Desde 2025 Guzmán mantiene una relación con  Yariel Jiménez (Sr. Jiménez) , influencer  dominicano.
Actualmente divorciada 2025.

## Premios
| Año  | Premios          | Categoría            | Resultados |
| ---- | ---------------- | -------------------- | ---------- |
| 2019 | Premios Soberano | Soberano del Público | Ganador    |
| 2023 | Premios Soberano | Musicales            | Ganador    |